# Павильон № 7 «Семена» на ВДНХ
Павильон «Семена» — седьмой павильон ВДНХ, построенный в 1978 году. С 2021 года — мультимедийный центр «Союзмультпарк».

## История
Павильон был построен в 1978 году по проекту, составленному в проектном институте «Гипроторг» архитекторами З. Арзамасовой и Т. Петровой и инженером Д. Земцевым. До постройки павильона на его месте с 1954 года располагался торговый дом объединения «Росгалантерейторг», а с 1957 года — магазин «Стекло, фарфор». Здание построено в стиле советского модернизма, и его архитектурное решение, по задумке авторов, символизирует синтез архитектуры и природы. Фасад облицован светлым природным камнем, интерьеры украшены витражами с использованием анодированного алюминия.
На первом этаже павильона располагался зал декоративного садоводства и бассейн с водными растениями, а на втором этаже — методический кабинет и кинозал на 170 мест, где также проводились выставки агротехнической литературы, и читались лекции на соответствующую тематику. Конструкция павильона позволяла регулировать тепловые, световые, воздушные, водные и световые режимы во внутренних помещениях, с целью правильного хранения семян и растений. В павильоне продавались семена различных производителей.
В феврале 2021 года на базе реконструированного павильона начало работу новое пространство — мультимедийный центр «Союзмультпарк», экспозиция которого включает в себя 18 мультимедийных аттракционов, созданных по мотивам отечественных мультфильмов.